# كريس جيفروي
كان كريس جيفروي (21 يونيو 1968 – 6 فبراير 1989) آخر شخص يتم إطلاق النار عليه وآخر شخص يموت في محاولة هروب أثناء محاولته الفرار من برلين الشرقية إلى برلين الغربية عبر جدار برلين .

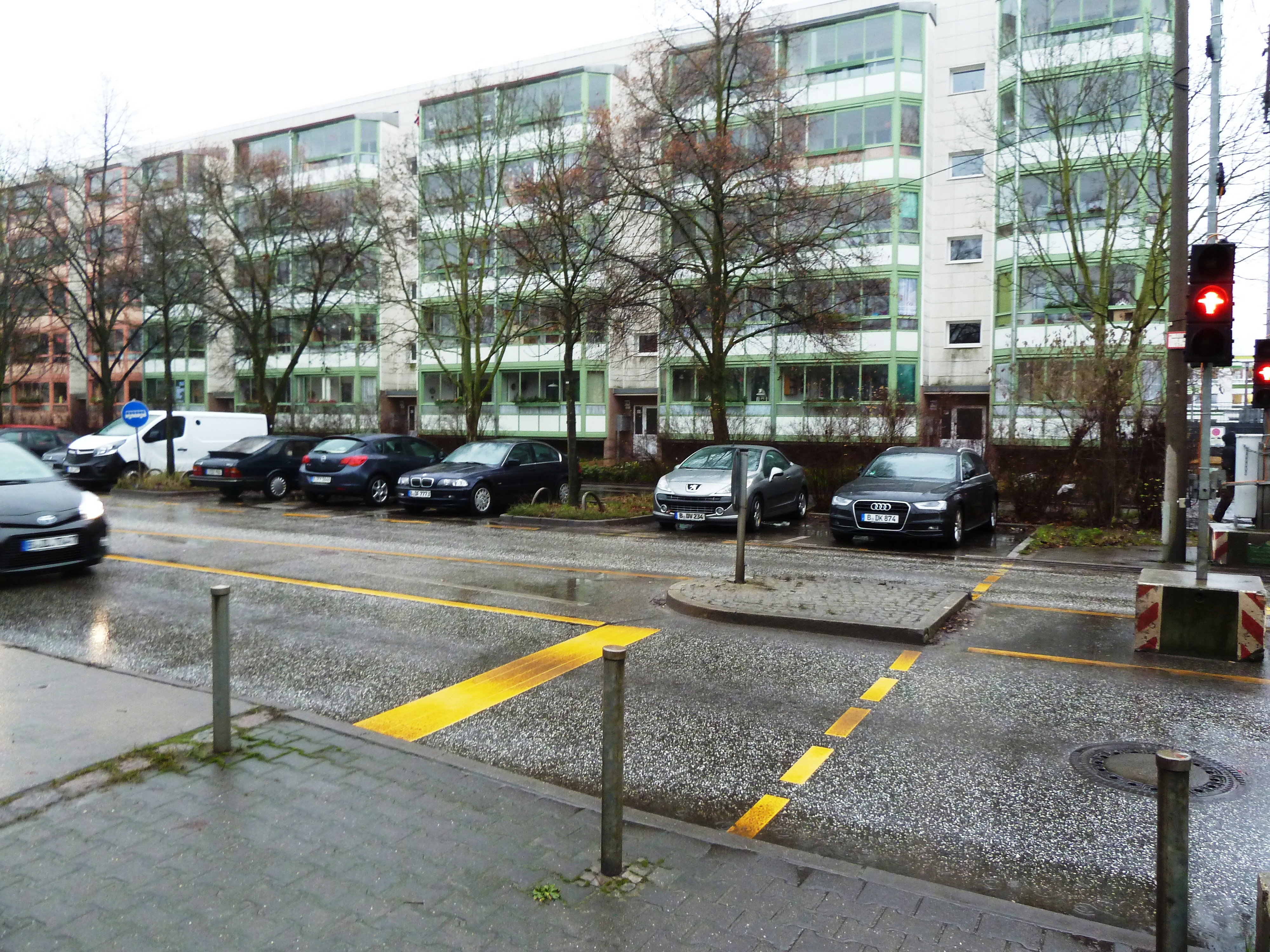
Südostallee 218 ، Johannisthal ، Treptow ، شرق برلين. آخر سكن لضحية جدار برلين كريس غيفروي.

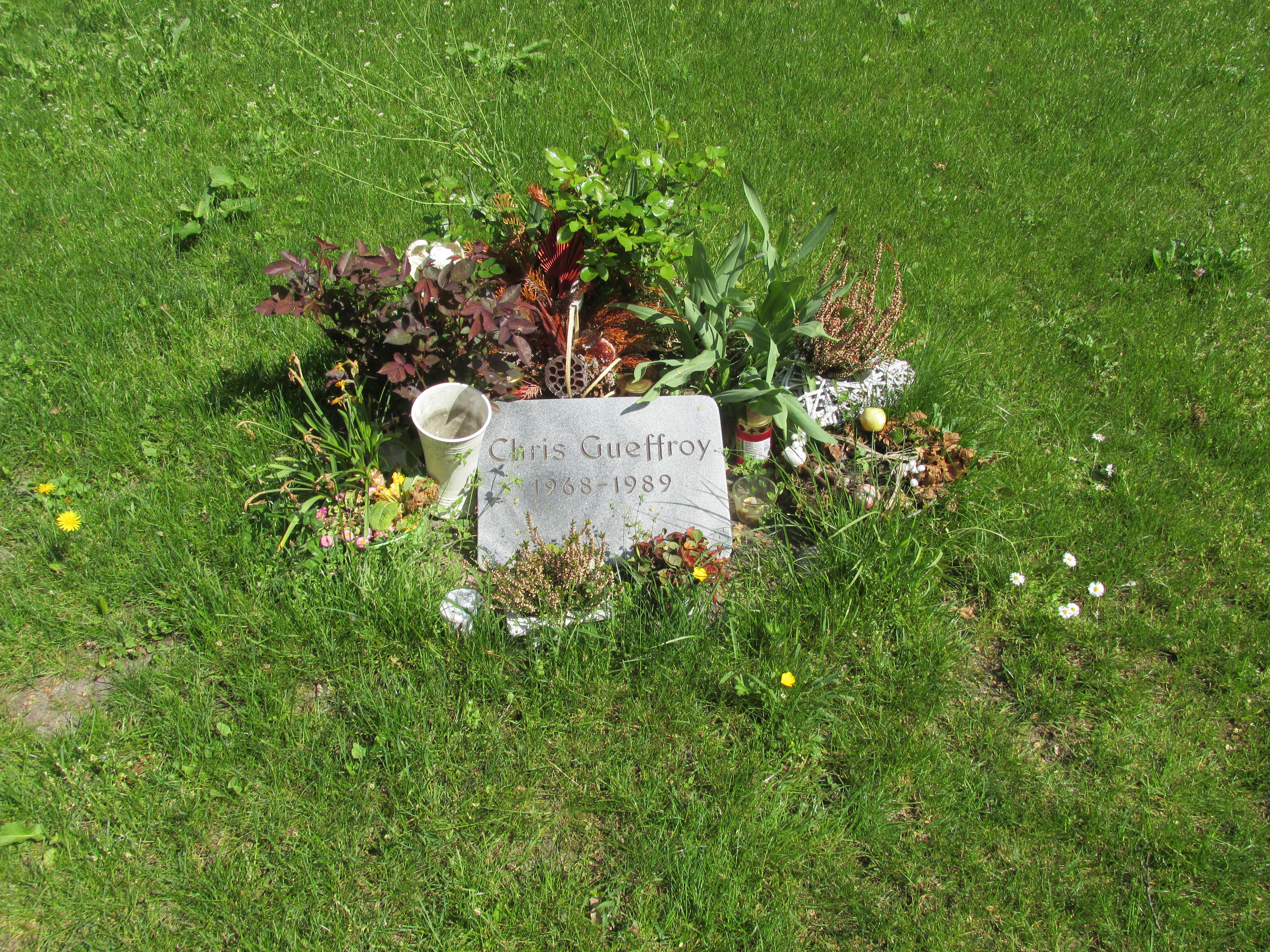
صورة مقرّبة لقبر كريس جيفروي ، أبريل 2014 ، في Baumschulenweg Friedhof / Neuer Städtischer Friedhof في Berlin-Treptow

## السيرة الذاتية
ولد كريس جيفروي في باسووك ، بيزيرك نيوبراندنبرغ ‏ ( مكلنبورغ فوربومرن حاليًا ) في 21 يونيو 1968.  كان لديه أخ أكبر، ستيفان غيفروي.